# Куртцман, Алекс
Александр Хилари Куртцман (англ. Alexander Hilary Kurtzman; род. 7 сентября 1973) — американский сценарист, продюсер и режиссёр фильмов и телесериалов.

## Жизнь и карьера
Куртцман родился и вырос в еврейской семье в Лос-Анджелесе, где он познакомился со своим школьным другом и будущим соавтором сценариев Роберто Орси. Учился в Уэслианском университете. Женат на продюсере Саманте Контер.
В 2011 году журнал Forbes описал Орси и Куртцмана как «Секретные оружия Голливуда», которые вместе — «это скрытая сила для сбора 3 миллиардов долларов в прокате». Он и Орси часто работают с Дж. Дж. Абрамсом и Майклом Бэем на их проектах.
Куртцман, вместе с Абрамсом и Орси, создали научно-фантастической сериал Грань. Был консультирующим продюсером этого шоу, во времена его трансляции.

## Фильмография

### Фильмы
| Год                        | Русское название                       | Оригинальное название                | Роль                                 | Примечания         |
| -------------------------- | -------------------------------------- | ------------------------------------ | ------------------------------------ | ------------------ |
| 2005                       | Остров                                 | The Island                           | сосценарист                          |                    |
| 2005                       | Легенда Зорро                          | The Legend of Zorro                  | сосценарист                          |                    |
| 2006                       | Миссия невыполнима 3                   | Mission: Impossible III              | сосценарист                          |                    |
| 2007                       | Трансформеры                           | Transformers                         | сосценарист                          |                    |
| 2008                       | На крючке                              | Eagle Eye                            | продюсер                             |                    |
| 2009                       |                                        |                                      |                                      |                    |
| Звёздный путь              | Star Trek                              | сосценарист, исполнительный продюсер |                                      |                    |
| Трансформеры: Месть падших | Transformers: Revenge of the Fallen    | сосценарист                          |                                      |                    |
| Предложение                | The Proposal                           | исполнительный продюсер              |                                      |                    |
| 2011                       | Ковбои против пришельцев               | Cowboys & Aliens                     | сосценарист, продюсер                |                    |
| 2012                       | Добро пожаловать к людям               | People Like Us                       | режиссёр, сосценарист, сопродюсер    |                    |
| 2013                       | Иллюзия обмана                         | Now You See Me                       | продюсер                             |                    |
| 2013                       | Звёздный путь: Возмездие               | Star Trek Into Darkness              | сосценарист, продюсер                |                    |
| 2013                       | Игра Эндера                            | Ender’s Game                         | продюсер                             |                    |
| 2014                       | Грань будущего                         | Edge of Tomorrow                     | сосценарист                          | в титрах не указан |
| 2014                       | Новый Человек-паук. Высокое напряжение | The Amazing Spider-Man 2             | сосценарист, исполнительный продюсер |                    |
| 2016                       | Иллюзия обмана 2                       | Now You See Me 2                     | продюсер                             |                    |
| 2017                       | Мумия                                  | The Mummy                            | режиссёр, продюсер                   |                    |
| 2025                       | Иллюзия обмана 3                       | Now You See Me 3                     | продюсер                             |                    |

### Телесериалы
| Год       | Русское название                | Оригинальное название            | Роль                                                                      | Примечания     |
| --------- | ------------------------------- | -------------------------------- | ------------------------------------------------------------------------- | -------------- |
| 1997-1999 | Удивительные странствия Геракла | Hercules: The Legendary Journeys | соисполнительный продюсер, сценарист                                      |                |
| 1999-2000 | Зена — королева воинов          | Xena: Warrior Princess           | соисполнительный продюсер, сценарист                                      |                |
| 2000      | Мастер на все руки              | Jack of All Trades               | исполнительный продюсер, сценарист                                        |                |
| 2001-2003 | Шпионка                         | Alias                            | исполнительный продюсер, сценарист                                        |                |
| 2004      | Тайная служба                   | The Secret Service               | сосоздатель, исполнительный продюсер, сценарист                           | пилотная серия |
| 2008-2013 | Грань                           | Fringe                           | сосоздатель, исполнительный продюсер, консультирующий продюсер, сценарист |                |
| 2010-2013 | Transformers: Prime             | Transformers Prime               | исполнительный продюсер                                                   |                |
| 2010-2020 | Гавайи 5.0                      | Hawaii 5-0                       | соразработчик, исполнительный продюсер, сценарист                         | 2 серии        |
| 2011      | Стратегия выхода                | Exit Strategy                    | сосоздатель, исполнительный продюсер, сценарист                           | пилотная серия |
| 2011      | Замок и ключ                    | Locke & Key                      | сосоздатель, исполнительный продюсер, сценарист                           | пилотная серия |
| 2013-2017 | Сонная лощина                   | Sleepy Hollow                    | соразработчик, исполнительный продюсер, сценарист                         |                |
| 2014-2018 | Скорпион                        | Scorpion                         | исполнительный продюсер                                                   |                |
| 2015-2016 | Области тьмы                    | Limitless                        | исполнительный продюсер                                                   |                |
| 2017-2018 | Спасение                        | Salvation                        | исполнительный продюсер                                                   |                |
| 2017-н.в. | Звёздный путь: Дискавери        | Star Trek: Discovery             | сосоздатель, исполнительный продюсер, сценарист                           |                |
| 2018-н.в. | Инстинкт                        | Instinct                         | исполнительный продюсер                                                   |                |
| 2020-н.в. | Звёздный путь: Пикар            | Star Trek: Picard                | сосоздатель, исполнительный продюсер                                      |                |
| 2021-н.в. | Кларисса                        | Clarice                          | сосоздатель, исполнительный продюсер                                      |                |